# Cymothales delicatus
Cymothales delicatus är en insektsart som beskrevs av Banks 1911. Cymothales delicatus ingår i släktet Cymothales och familjen myrlejonsländor. Inga underarter finns listade i Catalogue of Life.